# 齐鲁晚报棋院
齐鲁晚报棋院于2001年10月由齐鲁晚报成立，是中国首家由新闻媒体创办的棋院，同时也是山东省唯一的省级棋院。棋院院长为刘玮。棋院旗下的围棋队与国际象棋队分别获得过中国围棋甲级联赛与中国国际象棋甲级联赛冠军。棋院历史上培养出过江维杰、周睿羊、范廷钰三位围棋世界冠军，而国际象棋女子世界冠军侯逸凡亦出自齐鲁晚报棋院。
除围棋与国际棋院外，齐鲁晚报棋院还涉足象棋、桥牌、国际跳棋等其他棋牌类项目。

## 围棋
2003年，齐鲁晚报棋院收购福建红七匹狼围棋队，从而成立了山东首支职业围棋队，并由曹大元九段出任主教练，开始征战中国围棋甲级联赛。2010年，俱乐部旗下的山东齐鲁晚报队与山东景芝酒业队同时亮相围甲联赛，成为唯一拥有两支围甲棋队的俱乐部。山东齐鲁晚报队亦在该年夺得了围甲联赛的冠军。
2012年至2013年间，齐鲁晚报棋院培养出的江维杰、周睿羊与范廷钰先后在LG杯、百灵杯与应氏杯中夺冠。一年时间内，棋院便诞生了三位围棋世界冠军。此外，俞斌、马晓春、刘昌赫、谢赫、丁伟、周鹤洋、邵炜刚等都曾经效力于齐鲁晚报棋院。同时，棋院旗下的女子围棋队也拥有唐莉、毛昱衡、黑嘉嘉、陈盈等女子职业棋手。

## 国际象棋
齐鲁晚报国际象棋俱乐部最初成立于1998年。国际大师童渊铭从俱乐部创立之初起加盟，开始着力培养年轻国象棋手。棋院培养出过众多全国青少年冠军，以及世界青少年冠军侯逸凡、魏晨鹏、王桐森、翟墨。其中侯逸凡后来成为了国际象棋女子世界冠军，也是当今世界女子国际象棋第一人。此外，从齐鲁晚报棋院还走出了卜祥志、赵雪、赵骏、温阳、李超、卢尚磊、刘庆南等国际象棋特级大师。
齐鲁晚报棋院旗下的国际象棋队于2005年开始参加中国国象甲级联赛，曾于2007年、2010年两夺国象甲级联赛冠军。
国际象棋女子特级大师斯克里普琴科、内波斯娜、克鲁什、茹科娃、拉格诺、扎格尼泽、哈里卡、诸宸、苏坎达尔，以及男子特级大师苏伟利、阿斯里安等都曾为齐鲁晚报棋院效力。
国际象棋世界冠军、俄罗斯棋王卡尔波夫为齐鲁晚报棋院名誉院长。